# El gran árbol y el ojo
El gran árbol y el ojo (en inglés, Tall Tree & The Eye) es una escultura de acero inoxidable realizada por Anish Kapoor, ubicada en el estanque del Museo Guggenheim en Bilbao, País Vasco (España).
La escultura fue creada por el artista en 2009 y formó parte de la exposición que el Museo realizó sobre el autor en 2010. Debido al éxito que tuvo la obra expuesta en el exterior del Guggenheim, el Museo decidió adquirir la obra en 2011 por 3,5 millones de euros, ubicándola en el mismo sitio que en la primera exposición tras realizarle a la escultura un tratamiento que asegurara su conservación en el exterior y reforzar el pedestal sobre el que se asienta.

## Descripción
La escultura está compuesta por setenta y tres esferas de acero pulido sobre tres ejes, las cuales parecen seguir un patrón aleatorio. Sin embargo, la situación de cada esfera está estudiada para jugar con los reflejos de la arquitectura, del propio espectador, del resto de esferas y de las luces y las sombras. Al cambiar la posición del observador, la ciudad y el museo reflejados en las esferas cambian de forma, con lo que el autor quiere evocar lo efímero de nuestra visión, como cambia todo cambiando la perspectiva.